# Joanna Dark
Pour les articles homonymes, voir Dark.
Joanna Dark est l'héroïne des jeux vidéo de la série Perfect Dark développés par la société britannique Rareware.
Elle apparaît pour la première fois dans Perfect Dark, sorti en l'an 2000 sur la console de jeu Nintendo 64. Peu après, on a pu la retrouver dans une version pour Game Boy Color du jeu Perfect Dark.
Joanna Dark est aussi connue sous le nom de code Perfect Dark, en référence à sa note exceptionnelle obtenue lors de ses tests d'entraînement (A++). Elle est alors le meilleur agent secret de l'Institut Carrington, l'organisation où elle travaille. Son arme de prédilection est le pistolet Falcon 2 avec silencieux.
Après la sortie du premier Perfect Dark, on a pu voir une Joanna Dark en chair et en os interprétée par le top-modèle et actrice Michele Merkin, tourner dans des publicités pour le petit écran.

## Apparaît dans
- Perfect Dark, sorti en 2000 sur Nintendo 64 ;
- Perfect Dark, sorti la même année sur Game Boy Color ;
- Perfect Dark Zero, sorti en 2005 au lancement de la Xbox 360.